# Orfeo Mandozzi
Orfeo Mandozzi   (Locarno, 1968) és un violoncel·lista suís.
Mandozzi és fill d'un director d'orquestra i compositor de música per a pel·lícules. Va estudiar violoncel, composició i direcció d'orquestra. Entre les seves escoles de formació es troben el Conservatori de París, el Conservatori Giuseppe Verdi de Milà, la Juilliard School de Nova York i la Universitat de Música i Arts Escèniques de Viena.
El 1993 es va convertir en membre de la "Tonkünstlerorchester" inferior austríaca (a la qual va pertànyer fins al 2007), més tard, el Vienna Brahms Trio i el Vienna String Trio. A més, va tocar en diverses altres constel·lacions amb músics com Julian Rachlin, Boris Kuschnir, Iuri Baixmet i Stefan Vladar. En el so original! Orchestra, especialitzat en la pràctica d'interpretació d'instruments originals, orientat històricament, és un dels solistes.
Mandozzi ha tocat concerts a Europa, Amèrica del Nord, Àsia i Amèrica del Sud, inclosos a la Wiener Konzerthaus, la Filharmònica de Colònia, l'Alta Oper Frankfurt, el Wigmore Hall de Londres, el Teatro Colón de Buenos Aires i el "Carnegie Hall" de Nova York. També ha participat en festivals com el Festival de Salzburg, el Festival Schubert, les Setmanes del Festival de Viena, la Primavera de Praga, el Festival de Bregenz i el Festival de música de cambra Lockenhaus. Va treballar amb els violoncel·listes Mstislav Rostropóvitx, Yo-Yo Ma, Harvey Shapiro, Paul Tortelier i Maurice Gendron.
A la Universitat de les Arts de Zuric ensenya violoncel (major) en el perfil clàssic. Toca un violoncel de Francesco Ruggeri del 1675 i un de Gianbattista "Giovanni" Grancino del 1720. La Universitat de Música de Würzburg i classes magistrals com les de San Marino també es poden trobar a la seva vida com a professor. També és el director artístic del "Yehudi Menuhin Live Music Now" a Zuric.
El 2013 va ser membre del jurat del violoncel al Premi Felix Mendelssohn-Bartholdy, que atorga la "Prussian Cultural Heritage Foundation" en col·laboració amb la Conferència de Rectors de les Universitats Alemanyes de Música (RKM) i la Universitat de les Arts de Berlín. (UDK Berlin). El gener de 2017 va participar en el concert commemoratiu de Gerhard Wimberger en col·laboració amb el Festival de Salzburg.
Com a compositor, arranjador i editor, va fer prop de 300 contribucions a "l'International Music Score Library Project", una biblioteca virtual en línia per a partitures de domini públic.

## Recepció
Amb la seva "fascinant personalitat musical i la fascinant bellesa del seu to", Mandozzi va llançar un encanteri sobre el seu públic, diversos mitjans citen el Frankfurter Allgemeine Zeitung.
En una revisió de l'obra Josef Rheinberger: Kammermusik mit Orgel, publicada per Carus el 2007, Christof Jetzschke va escriure per a Klassik Heute: L'exuberància de les tres peces dels personatges, va ser convincent des de l'op. 150 que mai deixa caure en un dolç sentimentalisme.
Quan Mandozzi va tocar junt amb Bernd Glemser a Liechtenstein, a invitació de la Societat Internacional Josef Gabriel Rheinberger, la pàtria va jutjar posteriorment: No importa si s'arrencen o s'inclinen, el virtuosisme dels dos músics professionals era incomparable. […] Les composicions sonaven apassionadament de pianissimo a fortissimo, els tempos eren impressionants, vertiginosos.

## Publicacions (selecció)
- 2002: Recital en viu (ArteViva)
- 2007: Josef Gabriel Rheinberger: Música de cambra amb orgue (Carus)
- 2010: Georg Goltermann, Wilhelm Jeral: Concerts per a violoncel; Hugo Wolf: CD de la Suite Corregidor (amb l'Orquestra Simfònica d'Extremadura, XXI-21 Produccions)